# Мангалия
Мангалия  (на румънски: Mangalia), старо наименование Пангалия / Pangualia, e пристанищен град в Румъния на Черно море, близо до границата с България, намиращ се в окръг Кюстенджа.
Към 2003 г. Мангалия е с около 40 000 жители (сред които 3000 мюсюлмани - турци и татари). До 1940 г. градът е имал многобройно българско население.

## Забележителности
Туристическите атракции на Мангалия включват следните обекти:
- скитска гробница, открита през 1959 г., в която са намерени фрагменти от папирус на гръцки – първия подобен документ в Румъния;
- останките от цитаделата Калатис, датираща от VI в. пр.н.е. и гробниците в нея, датиращи от IV – II в. пр.н.е.;
- Есмихан Султан джамия, построена през XVI век.

Археологическият музей на града разполага с богата колекция от амфори и скулптури от елинската епоха, фрагменти от каменни саркофази и др.

## История
Калатис е гръцка колония, създадена около VI век пр.н.е. от дорийският град Хераклея Понтика в Северна Анатолия, която от своя страна е колония на Мегара. Първото сечене на монети в този град датира около 350 г.пр.н.е. Калатис е завладян от римския консул Луций Лициний Лукул и е присъединен към новосъздадената римска провинция Мизия през 72 г.пр.н.е. През 134 г.сл.н.е. в своето съчинение „Обиколката на Черно море“ Ариан съобщава за пристанище в Калатис, като посочва, че то отстои на хиляда и сто стадия от петото устие на Дунав. През II век са изградени фортификации /укрепления/, а сеченето на монетите продължава. Градът е опустошен през III век, но е възстановен през следващото столетие и отново става важно търговско средище и пристанище.

## Личности
- Елена Александра Апостолеану, известна като Ина (р. 1986) – румънска денс певица

## Побратимени градове
- Генерал Тошево, България
- Грийнпорт, САЩ
- Лаврион, Гърция